# Blackbird (álbum)
Blackbird es el segundo álbum de estudio de la banda de rock Alter Bridge lanzado el 9 de octubre de 2007. El álbum debutó en el número 13 en la Billboard 200 vendiendo 47 000 copias en su primera semana en lista, a finales de 2008, ha vendido 250 000 copias en Estados Unidos, sin certitifacion, sin embargo en el Reino Unido fue certificado con el disco de Oro por ventas de más de 100 000 copias, recientemente en 2019, el disco ha recibido críticas muy positivas por parte de la prensa.

## Listas de éxito
| Lista               | Año  | Posición |
| ------------------- | ---- | -------- |
| Billboard 200       | 2007 | #13      |
| UK Album Chart      | 2007 | #37      |
| UK Rock Album Chart | 2007 | #2       |

### Sencillos
| Año  | Título                  | Hot 100 | Main. Rock | Mod. Rock | Rock Chart |
| ---- | ----------------------- | ------- | ---------- | --------- | ---------- |
| 2007 | "Rise Today"            | -       | #2         | #32       | #3         |
| 2008 | "Ties That Bind"        | -       | -          | -         | #3         |
| 2008 | "Watch Over You"        | -       | #19        | -         | -          |
| 2008 | "Before Tomorrow Comes" | -       | #29        | -         | -          |

## Lista de canciones
1. Ties That Bind                   3:19
2. Come To Life                     3:51
3. Brand New Start                  4:55
4. Buried Alive                     4:35
5. Coming Home 4:20
6. Before Tomorrow Comes            4:06
7. Rise Today                       4:21
8. Blackbird                        7:58
9. One By One                       4:20
10. Watch Over You                  4:19
11. Break Me Down                   3:56
12. White Knuckles                  4:24
13. Wayward One                     4:47
Bonus Tracks
14. The Damage Done                  3:47
15. New Way To Live                  5:40
16. We Don't Care At All             3:46

## Personal
- Myles Kennedy - voz líder, guitarra rítmica
- Mark Tremonti - Guitarra líder, voces
- Scott Phillips - batería, percusión
- Brian Marshall - bajo